# Psila nigra
Psila nigra är en tvåvingeart som först beskrevs av Fallen 1820.  Psila nigra ingår i släktet Psila och familjen rotflugor. Inga underarter finns listade i Catalogue of Life.